# Zoran Savić
Zoran Savic (nascut el 18 de novembre de 1966 a Zenica, actual Bòsnia i Hercegovina), és un exjugador de bàsquet serbi. Va destacar com a pivot (fa 2,03 metres d'alçada). Va jugar en els principals equips de les lligues iugoslaves, espanyola, italiana i grega, atresorant un gran palmarès de títols, tant nacionals com internacionals. Titular habitual de la selecció iugoslava en els anys 90', va participar en la consecució de la medalla de plata en els Jocs Olímpics d'Atlanta de 1996, a més d'una medalla d'or en uns campionats del món i en tres campionats d'Europa. Entre 2005 i 2008 fou Director Tècnic del FC Barcelona de bàsquet, càrrec en el qual fou substituït per Chichi Creus.

## Clubs com a jugador
- Jugoplástika/Pop 84 Split (Iugoslàvia): 1989-1991.
- FC Barcelona (Catalunya): 1991-1993.
- PAOK Salónica (Grècia): 1993-1995.
- Reial Madrid (Espanya): 1995-1996.
- Kinder Bolonya (Itàlia): 1996-1998.
- Efes Pilsen (Turquia): 1998-1999.
- FC Barcelona (Catalunya): 2000-2001.
- Skipper Bolonya (Itàlia): 2001-2002.

## Palmarès com a jugador
- Amb el Jugoplastika de Split:

- 2 Copes d'Europa (1989-90 i 1990-91)
- 2 Lligues de Iugoslàvia (1989-90 i 1990-91)
- 2 Copes de Iugoslàvia (1989-90 i 1990-91)

- Amb el FC Barcelona:

- 1 Lliga ACB (2000-01)
- 1 Copa del Rei (2000-01)

- Amb el Kinder de Bolonya

- 1 Euroliga (1997-98)
- 1 Lliga d'Itàlia (1997-98)
- 1 Copa d'Itàlia (1997-98)

- Amb el PAOK Salónica:

- 1 Copa Korac (1993-94)

- Amb la selecció de Iugoslàvia:

- 1 Medalla de plata en els Jocs Olímpics d'Atlanta 1996
- 3 Medalles d'or en els Campionats d'Europa de Roma'91; Atenes'95, i Barcelona'97.
- 1 Medalla d'or en els Campionats del Món de l'Argentina'90.

## Distincions individuals com a jugador
- Nominat MVP de la final de la Copa d'Europa de la temporada 1990-91
- Nominat MVP de la final de l'Euroliga de la temporada 1997-98
- Participant en l'ACB-LLEGA All Star de Madrid-92
- Participant en l'HEBA All Star d'Atenes-94
- Participant en l'ACB All Star de Girona-95
- Participant en el FIBA All Star d'Istanbul-96
- Participant en el FIBA All Star de Tel-Aviv-97

## Trajectòria com a Secretari Tècnic
- Climamio de Bolonya (Itàlia): 2002-2005.
- FC Barcelona (Catalunya): des de juliol de 2005.

## Palmarès com a secretari tècnic
- Amb el Climamio de Bolonya:

- 1 Lliga d'Itàlia (2004-05)
- 2 Subcampionats de la Lliga d'Itàlia (2002-2003 i 2003-04)
- 1 Finalista de l'Eurolliga (2003-2004)
- 2 Classificats Top 16 (2002-03 i 2004-05)

- Amb el FC Barcelona:

- 1 Copa del Rei (2006-2007)